# Bromuro de magnesio
El bromuro de magnesio (MgBr2) es un compuesto iónico de magnesio y bromo de color blanco. A menudo es usado como un sedante suave y como un anticonvulsivo para el tratamiento de desórdenes nerviosos.

## Producción
Hay varias formas de hacer bromuro de magnesio. Por un lado, el bromuro de magnesio se puede obtener haciendo reaccionar una disolución de hidróxido de magnesio (obtenido del cloruro de magnesio) con bromuro de hidrógeno:
{\displaystyle \mathrm {Mg(OH)_{2}+2\ HBr+4\ H_{2}O\longrightarrow \ MgBr_{2}+6\ H_{2}O} }
Otra posibilidad está dada por los propios elementos. Esta reacción se lleva a cabo en éter dietílico anhídrido, ya que la caída directa de bromo elemental sobre magnesio metálico provocaría una reacción demasiado violenta:
{\displaystyle \mathrm {Mg+Br_{2}\longrightarrow MgBr_{2}} }